# 张富清
张富清（1925年1月18日—2022年12月20日），陕西省洋县人，中国人民解放军战斗英雄、特等功臣，被授予“时代楷模”、“全国优秀共产党员”、“全国模范退役军人”等荣誉称号。

## 生平
张富清1925年1月18日出生于陕西省洋县。1945年下半年，家中唯一的壮劳力二哥被国民革命军（1947年改为中华民国国军）抓壮丁，为了家人维持生计，张富清用自己把二哥替换了出来，在该军队中任杂役；1948年3月，在宜川战役中，所属的国军第1军整编第90师在瓦子街被中国人民解放军歼灭，张富清选择参加中国人民解放军，加入西北野战军二纵359旅718团二营六连，后于1948年8月加入中国共产党。曾参加过壶梯山、东马村、临皋等战斗。1948年10月，在配合淮海战役的永丰城之战中为突击队长，率先攀上永丰城墙，战后荣获西北野战军军一等功。
1955年，张富清作为中国人民解放军第二军（即原西北野战军二纵）教导团副连长在武汉的中央军委航空速成中学完成两年文化学习后，放弃回原籍工作，主动申请复员转业到条件艰苦的湖北省来凤县工作，先后在粮食局、三胡区、卯洞公社、外贸局工作，动乱期间一直深藏功名十分小心，以致連兒女都不知情。1985年在县建行副行长岗位上离休。
2018年12月，来凤县退役军人事务局按中央有关部门要求登记退役军人信息时，始发现张富清是有着卓著功勋的战斗英雄。随后《湖北日报》、《人民日报》、《光明日报》、《经济日报》等媒体进行了大量报道，引起了巨大反响。2019年5月，中共中央总书记、国家主席、中央军委主席习近平对张富清的事迹作出「重要」指示，号召广大部队官兵和退役军人向他学习。2019年7月26日，参加全国退役军人工作会议并受到习近平会见。
2022年12月20日23时15分，张富清因病于武汉逝世，享年97岁。后安葬于张富清主持修建的来凤县狮子桥水利水电工程旁。

## 评价与荣誉
1948年6月，张富清在壶梯山战役任突击组长，立师一等功，被授予师战斗英雄称号；同年7月在东马村完成突击任务，立团一等功；同年9月在临皋执行任务，立师二等功；同年10月在永丰战役中带突击组夜间上城，立军一等功，被授予军战斗英雄称号，被西北野战军司令员兼政委彭德怀亲自接见；同年12月，彭德怀签发《报功书》，授予张富清西北野战军特等功。1950年，张富清被西北军政委员会授予人民功臣奖章。
2019年4月，张富清入选由湖北省委宣传部组织评选的“荆楚楷模”4月榜单。2019年5月，张富清入选“中国好人榜——敬业奉献好人”。
2019年6月17日，中共中央宣传部在湖北省来凤县向全社会公开发布张富清的先进事迹，并授予他“时代楷模”称号。2019年6月26日，张富清入选第七届全国道德模范候选人公示名单。2019年6月27日，中共中央授予张富清“全国优秀共产党员”称号。2019年7月2日，中央组织部、中央宣传部、退役军人事务部、中央军委政治工作部印发了《关于开展向张富清同志学习的通知》。2019年7月4日，中共湖北省委在武汉主办了张富清同志先进事迹报告会。2019年7月26日，在全国退役军人工作会议上，被人力资源和社会保障部、中共中央组织部、退役军人事务部、中央军委政治工作部等军地相关部门联合表彰为“全国模范退役军人”。
2019年6月25日，人民日报出版社出版发行了《深藏功名坚守初心:95岁老英雄张富清的本色人生》。2019年6月30日，新华出版社出版发行了《初心——向共产党员张富清学习》。
2019年9月17日被授予共和国勋章。
2020年5月17日，获颁感动中国2019年度人物。